# Puchar Świata w narciarstwie alpejskim mężczyzn 1971/1972
Puchar Świata w narciarstwie alpejskim mężczyzn sezon 1971/1972 to 6 edycja tej imprezy. Cykl ten rozpoczął się w szwajcarskim Sankt Moritz 5 grudnia 1971 roku, a zakończył 19 marca 1972 roku we francuskim Pra Loup. 

## Podium zawodów

### indywidualnie
| Lp                                             | Data             | Miejsce              | Konkurencja | Zwycięzca              | 2. miejsce         | 3. miejsce             |
| 1.                                             | 5 grudnia 1971   | Sankt Moritz         | zjazd       | Bernhard Russi         | Heinrich Messner   | Walter Tresch          |
| 2.                                             | 9 grudnia 1971   | Val d’Isère          | gigant      | Erik Håker             | Jean-Noël Augert   | Henri Duvillard        |
| 3.                                             | 12 grudnia 1971  | Val d’Isère          | zjazd       | Karl Schranz           | Heinrich Messner   | Michel Dätwyler        |
| 4.                                             | 19 grudnia 1971  | Sestriere            | slalom      | Tyler Palmer           | Jean-Noël Augert   | Harald Rofner          |
| 5.                                             | 9 stycznia 1972  | Berchtesgaden        | slalom      | Henri Duvillard        | Max Rieger         | Andrzej Bachleda-Curuś |
| 6.                                             | 10 stycznia 1972 | Berchtesgaden        | gigant      | Roger Rossat-Mignod    | Gustav Thöni       | Walter Tresch          |
| 7.                                             | 14 stycznia 1972 | Kitzbühel            | zjazd       | Karl Schranz           | Henri Duvillard    | Bernhard Russi         |
| 8.                                             | 15 stycznia 1972 | Kitzbühel            | zjazd       | Karl Schranz           | Henri Duvillard    | Heinrich Messner       |
| 9.                                             | 16 stycznia 1972 | Kitzbühel            | slalom      | Jean-Noël Augert       | Edmund Bruggmann   | Andrzej Bachleda-Curuś |
| 10.                                            | 23 stycznia 1972 | Wengen               | slalom      | Jean-Noël Augert       | Gustav Thöni       | Bob Cochran            |
| 11.                                            | 24 stycznia 1972 | Adelboden            | gigant      | Werner Mattle          | Adolf Rösti        | Gustav Thöni           |
| 11. Zimowe Igrzyska Olimpijskie 1972 – Sapporo |                  |                      |             |                        |                    |                        |
| 12.                                            | 18 lutego 1972   | Banff                | gigant      | Erik Håker             | Sepp Heckelmiller  | Helmuth Schmalzl       |
| 13.                                            | 19 lutego 1972   | Banff                | slalom      | Andrzej Bachleda-Curuś | Jean-Noël Augert   | Gustav Thöni           |
| 14.                                            | 25 lutego 1972   | Crystal Mountain     | zjazd       | Bernhard Russi         | Mike Lafferty      | Jean-Daniel Dätwyler   |
| 15.                                            | 26 lutego 1972   | Crystal Mountain     | zjazd       | Franz Vogler           | Bernhard Russi     | Jean-Daniel Dätwyler   |
| 16.                                            | 2 marca 1972     | Heavenly Valley      | gigant      | Gustav Thöni           | Henri Duvillard    | David Zwilling         |
| 17.                                            | 15 marca 1972    | Val Gardena          | zjazd       | Bernhard Russi         | René Berthod       | Mike Lafferty          |
| 18.                                            | 16 marca 1972    | Val Gardena          | gigant      | Edmund Bruggmann       | Reinhard Tritscher | Roland Thöni           |
| 19.                                            | 17 marca 1972    | Madonna di Campiglio | slalom      | Roland Thöni           | Alain Penz         | Andrzej Bachleda-Curuś |
| 20.                                            | 18 marca 1972    | Pra Loup             | slalom      | Roland Thöni           | Gustav Thöni       | Edmund Bruggmann       |
| 21.                                            | 19 marca 1972    | Pra Loup             | gigant      | Edmund Bruggmann       | Gustav Thöni       | Roger Rossat-Mignod    |

## Końcowa klasyfikacja generalna
| Miejsce | Zawodnik               | Punkty |
| ------- | ---------------------- | ------ |
| 1.      | Gustav Thöni           | 154    |
| 2.      | Henri Duvillard        | 142    |
| 3.      | Edmund Bruggmann       | 140    |
| 4.      | Jean-Noël Augert       | 125    |
| 5.      | Bernhard Russi         | 114    |
| 6.      | Andrzej Bachleda-Curuś | 109    |
| 7.      | Roland Thöni           | 93     |
| 8.      | Karl Schranz           | 83     |
| 9.      | Mike Lafferty          | 63     |
| 10.     | Heinrich Messner       | 61     |

### Zjazd (po 7 z 7 konkurencji)
| Miejsce | Zawodnik         | Punkty |
| ------- | ---------------- | ------ |
| 1.      | Bernhard Russi   | 110    |
| 2.      | Karl Schranz     | 83     |
| 3.      | Mike Lafferty    | 63     |
| 4.      | Heinrich Messner | 61     |
| 5.      | Franz Vogler     | 47     |

### Slalom gigant (po 7 z 7 konkurencji)
| Miejsce | Zawodnik            | Punkty |
| ------- | ------------------- | ------ |
| 1.      | Gustav Thöni        | 84     |
| 2.      | Edmund Bruggmann    | 78     |
| 3.      | Roger Rossat-Mignod | 55     |
| 4.      | Erik Håker          | 50     |
| 5.      | Henri Duvillard     | 49     |

### Slalom (po 7 z 7 konkurencji)
| Miejsce | Zawodnik               | Punkty |
| ------- | ---------------------- | ------ |
| 1.      | Jean-Noël Augert       | 101    |
| 2.      | Andrzej Bachleda-Curuś | 81     |
| 3.      | Roland Thöni           | 75     |
| 4.      | Gustav Thöni           | 66     |
| 5.      | Edmund Bruggmann       | 62     |

### Drużynowo
| Miejsce | Kraj       | Punkty |
| ------- | ---------- | ------ |
| 1.      | Szwajcaria | 534    |
| 2.      | Francja    | 375    |
| 3.      | Włochy     | 307    |
| 4.      | Austria    | 197    |
| 5.      | RFN        | 152    |